# جایزه بزرگ بلژیک ۱۹۵۸
جایزه بزرگ بلژیک ۱۹۵۸ (انگلیسی: ‎1958 Belgian Grand Prix‎) یک مسابقهٔ موتوری در رشتهٔ اتومبیل‌رانی فرمول یک بود که در تاریخ ۱۵ ژوئن ۱۹۵۸ در اسپا-فرانکورشان واقع در اسپا، بلژیک برگزار شد. این گراند پری در میان ۱۱ گراند پری در فصل ۱۹۵۸، مسابقهٔ شمارهٔ ۵ بود.
در این مسابقه که در ۲۴ دور و به مسافت ۳۳۸٫۸۸۰ کیلومتر (۲۱۰٫۵۷۰ مایل) برگزار شد، پول پوزیشن توسط مایک هاثورن کسب شد و سریع‌ترین زمان برای طی یک دور پیست که برابر با ۳:۵۸٫۳ بود نیز توسط مایک هاثورن به ثبت رسید.
تونی بروکز از تیم ون‌وال، مایک هاثورن از تیم فراری و استوارت لوییس-اوانز از تیم ون‌وال به‌ترتیب مقام‌های اول تا سوم مسابقه را کسب کردند.

## رده‌بندی قهرمانی پس از مسابقه
|       | جایگاه | راننده            | امتیاز |
| ----- | ------ | ----------------- | ------ |
|       | ۱      | استیرلینگ ماس     | ۱۷     |
| ۴     | ۲      | مایک هاثورن       | ۱۴     |
| ۱     | ۳      | لوییجی موسو       | ۱۲     |
| ۱     | ۴      | هری شل            | ۱۰     |
| ۲     | ۵      | ماریس ترینتیگنانت | ۸      |
| منبع: |        |                   |        |

|       | جایگاه | سازنده       | امتیاز |
| ----- | ------ | ------------ | ------ |
| ۱     | ۱      | فراری        | ۲۰     |
| ۱     | ۲      | کوپر-کلیمکس  | ۱۹     |
|       | ۳      | ون‌وال        | ۱۶     |
|       | ۴      | بی‌آرام       | ۱۰     |
| ۱     | ۵      | لوتوس-کلیمکس | ۳      |
| منبع: |        |              |        |

یادداشت
- تنها پنج جایگاه نخست از هر رده‌بندی نمایش داده شده‌است.